# 虎斑颈槽蛇
虎斑颈槽蛇（学名：Rhabdophis tigrinus）为游蛇科颈槽蛇属的爬行动物，俗名虎斑游蛇、野鸡项、雉鸡脖、竹竿青、鸡冠蛇，是蛇亞目游蛇科頸槽蛇屬下的一種有毒蛇類。

## 特征
长约0.8米左右。颈背有一明显颈槽，枕两侧有一对粗大的黑色斑块。背面翠绿色或草绿色，有方形黑斑，颈部及其后一段距离的黑斑之间为鲜红色；腹面为淡黄绿色。下唇和颈侧为白色。

## 分布
分布于日本、朝鲜、俄罗斯、台湾以及中国大陆的北京、天津、河北、山西、内蒙古、辽宁、吉林、黑龙江、上海、江苏、浙江、安徽、福建、江西、山东、河南、湖北、湖南、广西、四川、贵州、云南、西藏、陕西、甘肃、青海、宁夏等地，常栖息于有水草多蛙蟾处。其生存的海拔范围为30至2200米。

## 亚种
- 虎斑颈槽蛇台湾亚种（学名：Rhabdophis tigrinus formosanus），Maki于1931年命名。分布于臺灣等地。该物种的模式产地在台湾。[4]
- 虎斑颈槽蛇大陆亚种（学名：Rhabdophis tigrinus lateralis），Berthold于1859年命名。分布于亚洲东部大陆以及中国大陆多地。该物种的模式产地在中国大陆。[5]

## 特殊性
虎斑颈槽蛇具有毒腺，而且在齿槽后方具有较大的牙齿，形态上非常接近后沟毒牙的毒蛇。然而虎斑颈槽蛇并不是毒蛇，因为其毒腺与毒牙没有导管联通。其毒液不通过毒牙导管，而通过其他物理方式进入被咬者的伤口。
虎斑颈槽蛇的毒性较为强烈，是游蛇中比较著名的足以对人类造成危险的蛇。
这样就造成特殊的后果：作为一种并非毒蛇的蛇类，虎斑颈槽蛇却具有对人类有致命可能性的毒液。在日本确曾报道过遭虎斑颈槽蛇咬伤致死的案例。在中国也有过多起因本种蛇咬伤致危的案例。

## 保护
本种于2023年被收录入《有重要生态、科学、社会价值的陆生野生动物名录》。